# Halfsteder Bäke
Die Halfsteder Bäke ist ein Fließgewässer im niedersächsischen Landkreis Ammerland. 
Der etwa 12 km lange Bach fließt in den Gemeinden Wiefelstede und Bad Zwischenahn. Er entspringt in Wemkendorf und fließt in Wiefelstede am Olekamp entlang, kreuzt den Wemkendorfer Weg und die Hauptstraße in Wiefelstede und fließt dann weiter zwischen der Gristeder Straße und dem Dingsfelder Weg Richtung Aschhausen und weiter in das Zwischenahner Meer.
In Aschhausen, etwa 500 m östlich vom Zwischenahner Meer, hat sich an der Halfsteder Bäke eine mittelalterliche Burg befunden. Diese gehörte dem Junker von Aschen.
Die Ammerländer Wasseracht betreibt eine Pegelmessstelle an der Halfsteder Bäke.